# 燃える男 (映画)
『燃える男』（もえるおとこ、原題: Man on Fire）は、1987年製作のイタリア・フランス合作映画。スコット・グレン主演。日本劇場未公開。

BSにて『燃える男』のタイトルで放映。日本国内でのネット配信時のタイトルは『マイ・ボディーガード』。

## ストーリー
イタリアでは、裕福な家庭は誘拐の脅威から家族を守るため、ボディーガードを雇う事が常であった。富豪のバレット家も娘のサマンサ＝"サム"(ジェイド・マル)を守るために、新しいボディーガードを迎え入れた。その男、元CIAエージェントのクリスチャン・クリーシー(スコット・グレン)は、過去の過酷な任務から心を病んでいた。
彼はこの仕事が子供の護衛であるという事に気づくと難色を示し、依頼人で友人のデヴィッド(ジョー・ペシ)に断りの電話を入れていた。しかし、デヴィッドは簡単な仕事だと、とにかく彼を説得する。
思春期のサムはクリーシーに興味を示し、彼に様々な質問をしようとするが、彼は冷たく接してしまう。しかし、サムの純粋さにクリーシーも次第に心を開き始める。そして、二人は親子の様に打ち解け合い、クリーシーはデヴィッドの結婚式にサムを招待する。しかし、その帰りにサムがマフィアに誘拐され、彼も瀕死の重傷を負う。
意識を取り戻したクリーシーは、デビッドから武器を調達してもらい、サムを取り戻すため誘拐犯への復讐を開始する。

## キャスト
- クリスチャン・クリーシー：スコット・グレン
- サマンサ・"サム"・バレット：ジェイド・マル
- デヴィッド：ジョー・ペシ
- マイケル：ジョナサン・プライス
- エットール・バレット：ポール・シェナー
- ジェーン・バレット：ブルック・アダムス
- コンティ：ダニー・アイエロ